# 天野心愛
天野 心愛（あまの ここあ、2004年7月6日 - ）は、日本の女優（子役）、声優。千葉県出身。トイズファクトリー所属。旧芸名は石井 心愛（いしい ここあ）。

## 略歴
0歳の頃から芸能活動をしており、ベネッセ「こどもちゃれんじEnglish」のCMでデビュー。
劇団コスモス幼稚部を経て、スペースクラフトジュニア所属となる。2017年7月1日、同事務所の声優部に移籍と同時に、芸名を石井心愛から天野心愛へ改める。2018年11月頃にスペースクラフトの公式サイトからプロフィールが削除されたが、落語関係を中心に活動は継続していた。2019年4月1日、トイズファクトリー所属となる。

## 出演（女優）

### テレビドラマ
- だいすき!! ゆずの子育て日記（2008年1月 - 2月、TBS） - 寺澤彩奈 役[7]
- 花衣夢衣（2008年6月26日・27日、東海テレビ・フジテレビ） - 安藤亜紀子 役
- 愛の劇場「愛の劇場40周年記念番組 ラブレター」（2008年、TBS） - 兼松真美 役
- 非婚同盟（2009年3月 - 4月、東海テレビ・フジテレビ） - 伊庭香菜子（幼少期） 役
- 恋うたドラマSP ｢三日月 第2夜｣（2009年9月30日、TBS） - 島田遥夏（幼少期） 役
- 浅見光彦〜最終章〜 第1話（2009年10月21日、TBS） - 藤波紹子（幼少期） 役
- 東京リトル・ラブ ファースト・シーズン 第7話（2010年5月6日、フジテレビ）
- 警視庁継続捜査班 第7話（2010年9月2日、テレビ朝日） - 桂木冴子（幼少期） 役
- 天使の代理人（2010年10月、東海テレビ・フジテレビ） - 佐伯あかり 役[8]
- Dr.伊良部一郎 第7話（2011年3月20日、テレビ朝日） - 秋穂 役
- グッドライフ〜ありがとう、パパ。さよなら〜 第1話、2話（2011年4月19日･26日、関西テレビ・フジテレビ） - はな 役
- この世界の片隅に（2011年8月5日、日本テレビ） - 北條すず（幼少期） 役
- 七人の敵がいる!〜ママたちのPTA奮闘記〜（2012年4月 - 5月、東海テレビ・フジテレビ） - 小原陽子（少女期） 役
- 鍵のかかった部屋 Episode7（2012年5月28日、フジテレビ） - 西野明日香 役
- 走馬灯株式会社 第3話（2012年7月30日、TBS） - 多岐川理央（幼少期） 役
- GTO 秋も鬼暴れスペシャル（2012年10月2日、関西テレビ・フジテレビ） - 福水ソラ 役
- そこをなんとか 第5話（2012年11月18日、NHK BSプレミアム） - 佐伯春菜（少女期） 役
- おトメさん（2013年1月 - 3月、テレビ朝日） - 梶原春海 役
- 激流〜私を憶えていますか?〜（2013年6月 - 8月、NHK） - 川原ユキ 役
- 夫のカノジョ 第6話（2013年11月28日、TBS） - 山岸星見（少女期） 役
- 花嫁のれん 第3シリーズ 第30・31・32話（2014年2月14・17・18日、東海テレビ・フジテレビ） - 神楽志乃（小学生時代） 役
- 極悪がんぼ（2014年4月 - 6月、フジテレビ） - 神崎薫（幼少期） 役
- 紅白が生まれた日（2015年3月21日、NHK） - 川田正子 役
- 子ども安全リアル・ストーリー（2015年8月4日、 NHK） - ユカ 役
- 初森ベマーズ（2015年8月8日、テレビ東京） - アカデミー（幼少期） 役
- 金曜ロードSHOW! 特別ドラマ企画「がっぱ先生!」（2016年9月23日、日本テレビ） - 高橋繭 役

### 映画
- ガッチャマン（2013年）大月ジュン（少女期） 役
- のぞきめ（2016年）スズ 役
- 映画 妖怪ウォッチ 空飛ぶクジラとダブル世界の大冒険だニャン!（2016年）未空イナホ 役

### ミュージカル
- ライブミュージカル「プリパラ」み〜んなにとどけ！プリズム☆ボイス（Zeppブルーシアター六本木、2016年2月4日 - 7日）- 真中らぁら（プリパラチェンジ前） 役[9]
- ライブミュージカル「プリパラ」み〜んなにとどけ！プリズム☆ボイス2017（Zeppブルーシアター六本木、2017年1月26日 - 29日）- 真中らぁら（プリパラチェンジ前） 役[10]

### テレビ番組
- はっけん たいけん だいすき! しまじろう（2008年4月 - 2010年3月、テレビせとうち）しましまキッズ

### CM
- ベネッセ、こどもちゃれんじEnglish（2007年 - ）
- スタジオアリス（2007年 - 2009年）
- 資生堂、スーパーマイルド チカラ（2007年）
- ロート製薬、ママはぐ 日やけ止め（2008年）
- 富士ハウス、愛しい思い篇（2008年 - 2009年）
- マイクロソフト、Windows 7（2012年）遠藤陽菜 役[11]
- エバラ食品工業、おろしのたれ「二人の父冷しゃぶ」篇、「二人の父の日」篇（2015年）
- ハウス食品、バーモントカレー ウォーターバルーン篇、ハロウィーン ミッキーカレー篇（2015年）
- 幸楽苑（2016年）

### スチール
- 日本防炎協会、身近な人に防炎品を（2012年）[12]

## 出演（声優）
太字はメインキャラクター。

### テレビアニメ
2012年
- あらしのよるに 〜ひみつのともだち〜（リス3）

2015年
- 不思議なソメラちゃん（宇宙人の女の子、遺伝子組み換え松嶋）

2016年
- カードファイト!! ヴァンガードG シリーズ（2016年 - 2018年、明神リューズ〈少年〉）- 2シリーズ

2017年
- URAHARA（丸野みさ）
- ベイブレードバースト ゴッド（2017年 - 2018年、クリオ・ドロン）
- キノの旅 -the Beautiful World- the Animated Series（さくら）

2018年
- バンピリーナとバンパイアかぞく（バンピリーナ）
- オーバーロードIII（ウレイリカ）

2020年
- 22/7（滝川はる）

2021年
- Dr.STONE（すず）

2022年
- ラブライブ!虹ヶ咲学園スクールアイドル同好会

2023年
- 天国大魔境（5期生）
- アンデッドアンラック（2023年 - 2024年、ミイ、店主の娘）

2024年
- 花野井くんと恋の病（女子生徒）
- ゆるキャン△ SEASON3（中津川メイ）
- 異世界スーサイド・スクワッド（アーサー）

2025年
- アオのハコ（部員）
- ＃コンパス2.0 戦闘摂理解析システム（コクリコ）
- うたごえはミルフィーユ（子供たち）

### 劇場アニメ
- SHORT PEACE「火要鎮」（2013年、お若〈子供時代〉）

### Webアニメ
- 育まちの贈りもの（2014年、吉川みなみ〈幼少〉）
- 未来色の風景（2018年、ほのか[16]）
- みにヴぁん ら〜じ（2021年 - 2022年、明神リューズ） - 2シリーズ

### ゲーム
2010年代
- WAR OF BRAINS（2016年、ホワイトテディ、ブランケ、ナツキ）
- ＃コンパス 戦闘摂理解析システム（2017年、コクリコット ブランシュ）
- ベイブレードバースト ゴッド（2017年、クリオ・ドロン）
- ベイブレードバースト バトルゼロ（2018年、クリオ・ドロン）
- 荒野のコトブキ飛行隊 大空のテイクオフガールズ!（2019年、ミカン）

2020年代
- #コンパス ライブアリーナ（2022年、コクリコット ブランシュ）
- 牧場物語 Let's!風のグランドバザール（2025年、ララミー）

### 吹き替え

#### 担当俳優
エマ・マイヤーズ
- ウェンズデー（2022年、イーニッド・シンクレア）
- ファミリー・スイッチ（2023年、CC・ウォーカー）
- 自由研究には向かない殺人（2024年、ピップ）

#### 映画（吹き替え）
- ワールド・ベスト（2023年、アマンダ〈マヤ・マクネア〉）

#### ドラマ
- サンタクローズ ザ・シリーズ（2022年、サンドラ〈エリザベス＝アレン・ディック〉[23]）
- レッド・クイーン（2024年、アミーナ、ホルヘ[24]）
- ロング・ブライト・リバー（2025年、トーマス〈カラム・ヴィンソン〉）

#### アニメ
- ピーターラビットのだいぼうけん（2014年、リリー・ボブテイル[25]）
- ヒルダの冒険（ルイーズ）
- ふしぎの国 アンフィビア シーズン3（宇宙の番人）
- 転生宗主の覇道譚 〜すべてを呑み込むサカナと這い上がる〜（2025年、子供[初出 9]、モンモン[初出 10]）

### その他コンテンツ
- Project:;COLD（2020年、森いちご[26]）

### 初出話一覧
1. ↑  第11話初出
2. 1 2  第21話初出
3. ↑  第7話初出
4. ↑  第1話初出
5. ↑  第10話初出
6. 1 2  第5話初出
7. ↑  第17話初出
8. ↑  第6話初出
9. ↑  第2話初出
10. ↑  第3話初出